# Yoshua St. Juste
Yoshua St. Juste (Groninga, 23 febbraio 1991) è un giocatore di calcio a 5 olandese.

## Biografia
St. Juste è nato a Groninga da padre nevisiano e madre olandese; è il fratello maggiore di Jerry, calciatore professionista.

## Carriera
Il 27 marzo 2012, St. Juste ha debuttato nella Nazionale maschile di calcio a 5 dei Paesi Bassi in occasione di un'amichevole vinta per 4-2 contro la Polonia. Con gli oranje ha partecipato a due campionati europei, conclusi entrambi nella fase a gironi della manifestazione. A livello di club, St. Juste ha diviso buona parte della sua carriera tra Leekster Eagles, in cui è cresciuto, e Hovocubo.

## Palmarès
- Campionato olandese: 5
Hovocubo: 2013-14, 2017-18, 2018-19, 2021-22
Eindhoven: 2014-15
- Coppa dei Paesi Bassi: 4
Hovocubo: 2012-13, 2017-18, 2021-22
Eindhoven: 2014-15